# 中央市立田富小学校
中央市立田富小学校（ちゅうおうしりつ たとみしょうがっこう）は、山梨県中央市にある公立の小学校である。2006年（平成18年）2月20日の田富町、玉穂町、豊富村との合併に伴い、「田富町立田富小学校」から「中央市立田富小学校」へ改称。

## 概要
山梨県中央市の公立小学校であり、1879年（明治12年）に開校した。
在学生は、田富地区（旧 田富町）のうち、田富小学区(布施、臼井阿原、東花輪、西花輪(一部を除く))に居住する児童である。
３年生までを対象に放課後児童クラブを実施しており、中央市に申し込めば、授業終了後に小学校北側にある中央市立田富総合会館１階の中央市立田富中央児童館へ下校させ、児童館で学童保育をしてもらえる。放課後児童クラブの取り組みは中央市内全小学校で行われている。

## 所在地
〒409-3841
山梨県中央市布施2122
- 最寄駅 JR身延線 東花輪駅
- 最寄バス停 山梨交通 「田富学校」バス停

## 沿革
- 1879年（明治12年）5月23日 - 開校
- 1887年（明治20年） - 「田富学校」から「田富尋常小学校」へ改称。
- 2006年（平成18年）2月20日 - 田富町、玉穂町、豊富村との合併に伴い、「田富町立田富小学校」から「中央市立田富小学校」へ改称。

## 学校行事
- 秋季大運動会

毎年9月もしくは10月の土曜日に行われている。

## 学校周辺
- 中央市立田富中学校
- 中央市立田富中央児童館
- 東花輪駅

## 出身者
- 鷹木信悟 - プロレスラー[1][2]

## 関係項目
- 山梨県/中央市
- 山梨県小学校一覧